# Choroba Fazio-Londe
Choroba Fazio-Londe (zespół Fazio-Londe, opuszkowa wrodzona neuropatia typu 2, ang. Fazio-Londe disease/syndrome, bulbar hereditary neuropathy type 2, BHN2) – rzadki zespół neurologiczny, przypuszczalnie o genetycznym podłożu. Obraz kliniczny przypomina stwardnienie zanikowe boczne. Pierwszy tę jednostkę chorobową opisał niemiecki lekarz Berger, który w 1876 roku przedstawił przypadek 12-letniego chłopca z postępującym porażeniem gałkoruchowym. W 1894 roku kolejny przypadek opisał Paul F. L. Londe, w 1915 roku w swojej pracy podobny zaprezentował Gheorghe Marinescu. Być może zespół Browna-Vialetto-Van Laerego (opuszkowa wrodzona neuropatia typu 1) stanowi część spektrum choroby Fazio-Londe.